# Biserica Schimbarea la Față din Chișinău
Biserica Schimbarea la Față a Mântuitorului este un lăcaș de cult și monument introdus în Registrul monumentelor de istorie și cultură a municipiului Chișinău și în Registrul monumentelor ocrotite de stat din Republica Moldova ca monument de arhitectură de importanță națională.

## Istorie
Clădirea a fost construită în 1898-1902 sub conducerea arhitectului eparhial Mihail Seroținski și cu susținerea financiară a consilierului de stat Constantin Namestnik, îngropat în 1905 în această biserică potrivit testamentului său. A funcționat în rol de capelă (cu hramul „Sf. Împărați Constantin și Elena”) a gimnaziului nr. 2 pentru băieți – în perioada interbelică Liceul militar „Mihai Viteazul”.
Construcția nu a avut de suferit în urma celui de-al doilea război mondial. În aprilie 1962, la aniversarea unui an de la primul zbor al unui om în spațiu, edificiul a fost reamenajat într-un planetariu. Planetariul a fost o instituție de propagare a științelor despre Univers, dar și de propagandă a ateismului. Era condus de un Consiliu Științific, în fruntea căruia au fost academicienii Tadeuș Malinovschi și Sergiu Rădăuțanu. Printre colaboratorii planetariului au fost conferențiarii Aurel Marinciuc, Dumitru Fetescu și alții.
Printre detaliile adăugate clădirii sunt amintite tavanul holului, pictat cu diferite constelații, o machetă a globului pământesc cu diametrul de 2 metri, o machetă a Lunii, o machetă de dimensiuni reale a primului satelit artificial și o copie a unui rover lunar sovietic. Proiectorul principal era direcționat în sus, spre cupola bisericii.
La începutul anilor 80 s-a discutat problema demolării lui, întrucât credincioșii cereau instanțelor superioare de partid și de stat retrocedarea lui către biserică. În 1989, după manifestațiile pentru independența Republicii Moldova, în clădire s-a produs un incendiu, în urma căruia s-a prăbușit cupola și a fost distrus aparatul de proiecție. Imobilul a fost restaurat în 1991 și predat Mitropoliei Chișinăului și a întregii Moldove.

## Arhitectură
Are planul de tip cruce greacă înscrisă, cu patru piloni pe care se sprijină tamburul circular al cupolei. Aspectul exterior este decorat în spiritul stilului ruso-bizantin. În fața intrării este construit un pridvor cu coloane robuste.

## Galerie de imagini

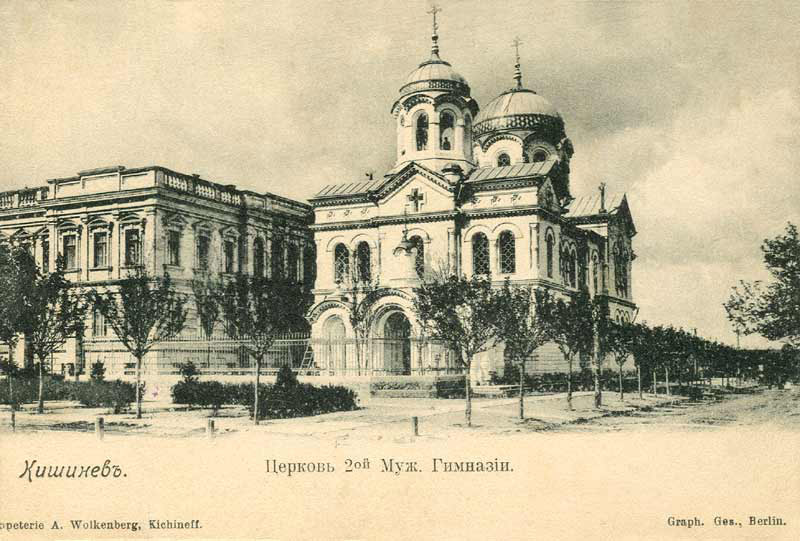
Biserica la sf. secolului XIX
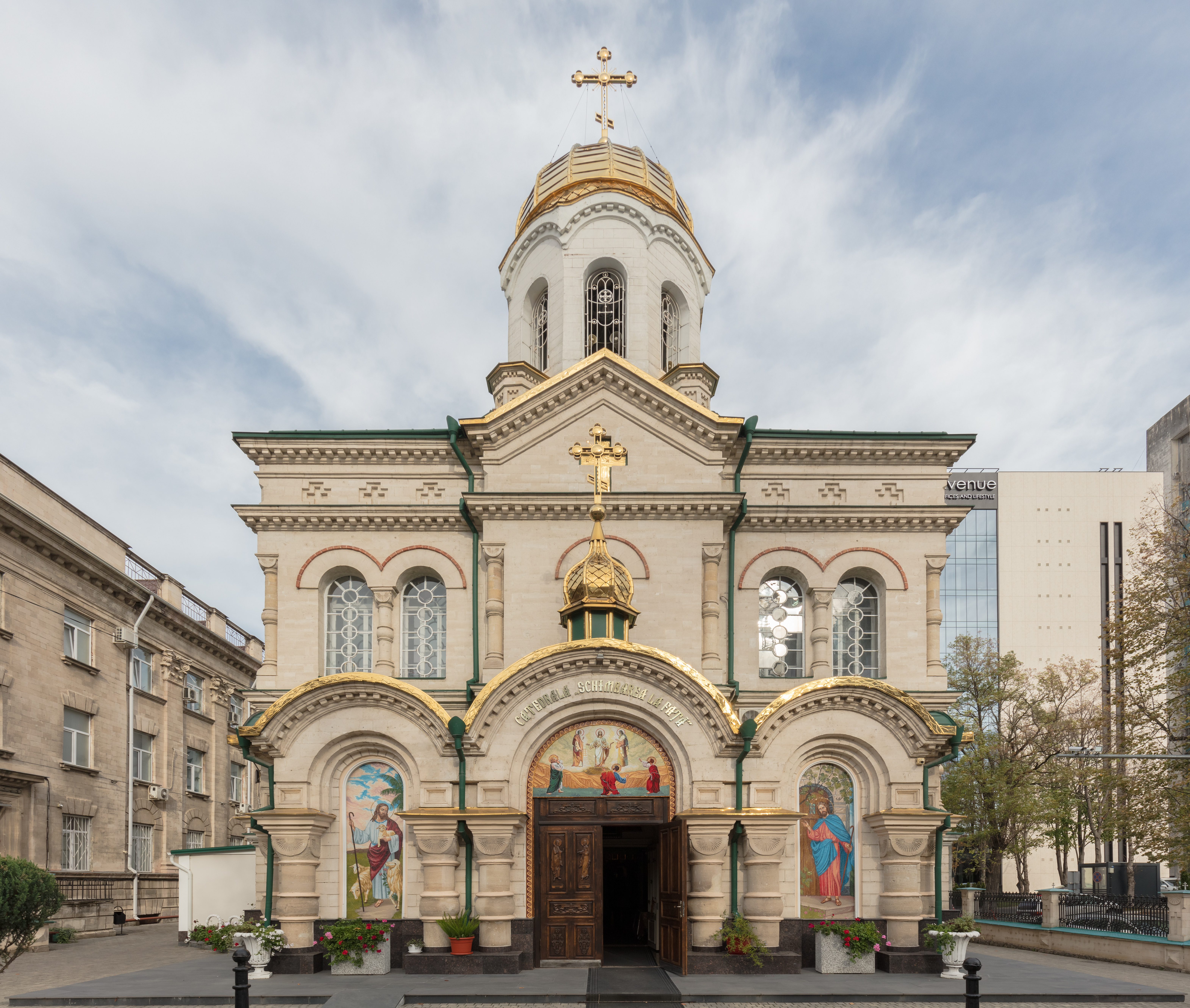
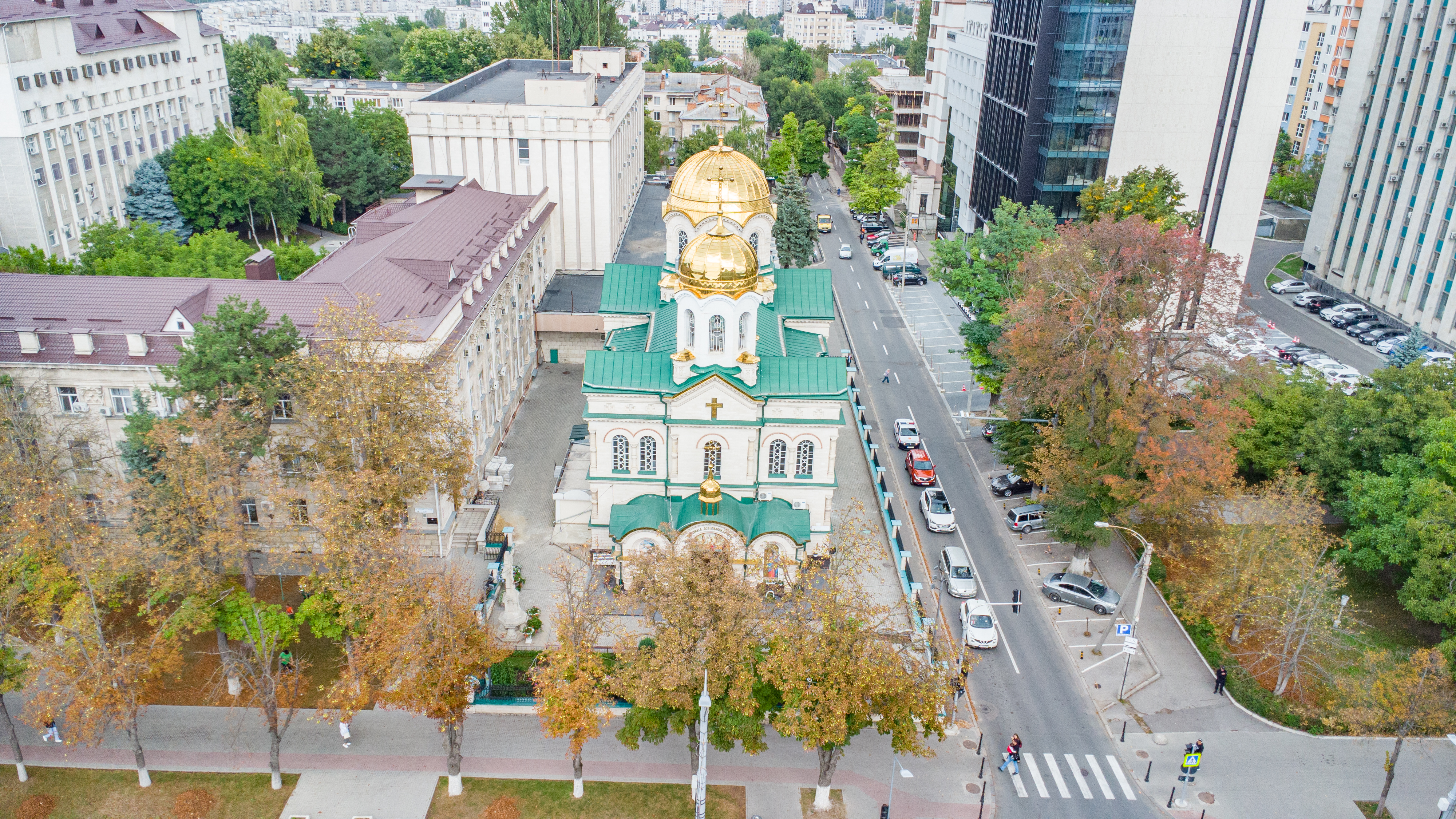
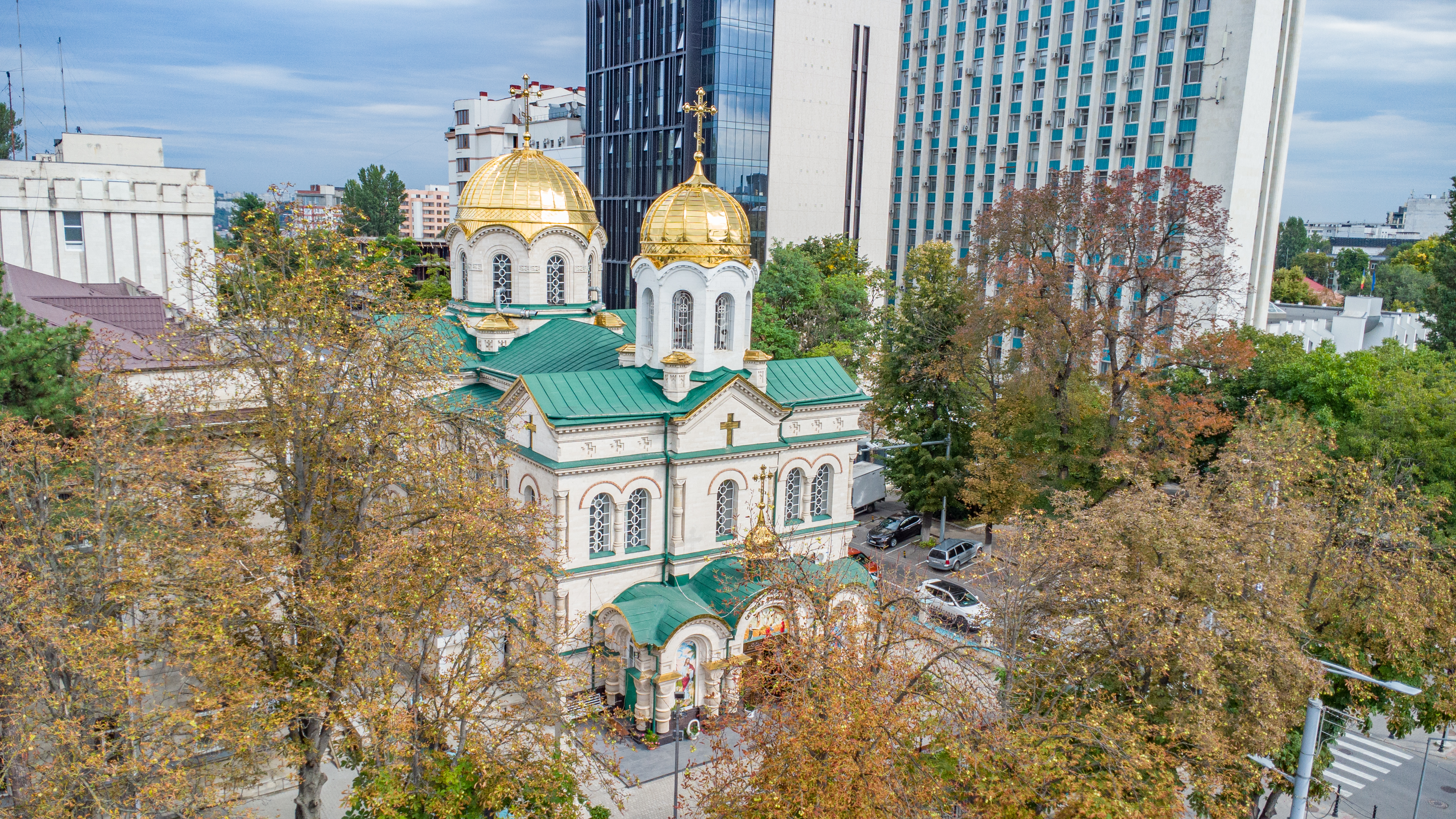
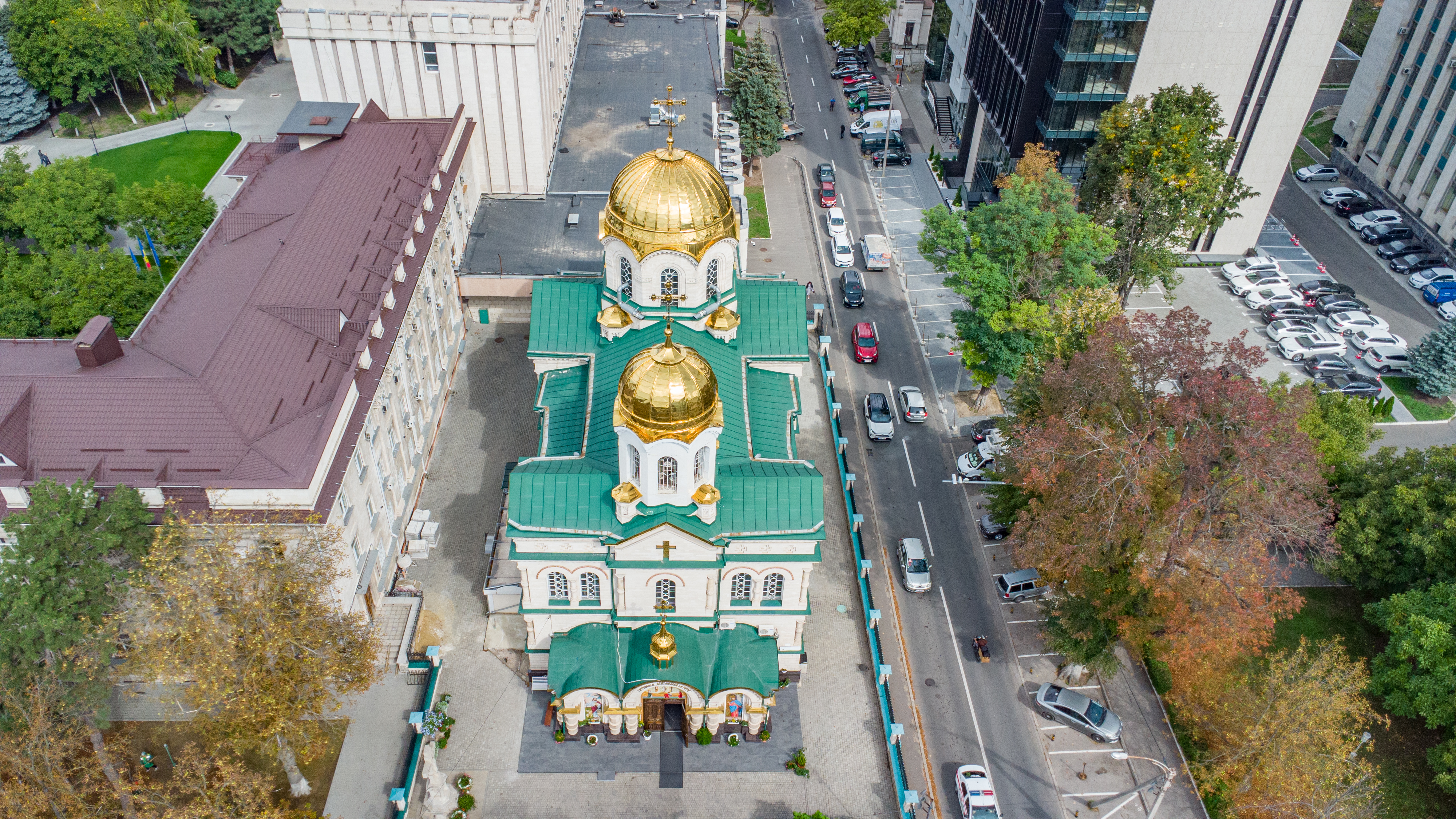